# Carl-Mar Møller
Carl-Mar Møller (Carl Marenus Michael Eggert Møller) (født 11. oktober 1953) er leder af Sexolog-, par- og psykoterapeut-skolen og praktiserer den selvsammensatte kroppsyke-terapi. Han holder også en del mande- og kvindekurser og er desuden kendt for sine provokerende udtalelser om kønsroller.

## Uddannelse
Carl-Mar Møller var i 1970'erne tilknyttet Scientology, hvor han blev uddannet som terapeut ("auditor"). Efter eget udsagn tager han afstand til Scientology som organisation.
Carl-Mar Møller er ifølge Berlingske Tidende 19.4.2003 oprindelig handelsuddannet, senere uddannet klubpædagog fra Ballerup Seminarium med speciale i utilpassede og kriminelle unge. Herudover kommer en uddannelse som gestaltterapeut fra en ikke-anerkendt uddannelse, hvilket ifølge ham selv har forhindret hans optagelse i Dansk Psykoterapeutforening.[kilde mangler]

## Aktiviteter
I 2007 meldte Carl-Mar Møller sig ind i Socialdemokratiet med håb om at blive folketingskandidat – dog uden held.
Han medvirker i et enkelt afsnit af Dolph og Wulff og lægger stemme til ekstra-materialet til Rejsen til Saturn.
I 2012 startede han et projekt med gratis psykoterapi til 12 veteraner med PTSD til et bedre liv. Veteranerne går i gruppeterapi og bliver samtidigt uddannet til PTSD-terapeuter.

## Udgivelser

### Diskografi
- Pik er Gud (2013)

### Spil
- Festspillet for voksne (2009)
- Dyrespillet for børn (2009)
- Samtalespillet  (2010)